# Need for Speed: Underground
Need for Speed: Underground es un videojuego de carreras desarrollado por EA Black Box y publicado por Electronic Arts en el 2003. Es parte de la saga de videojuegos Need for Speed y ha sido desarrollado por EA Black Box.
Todas las carreras toman lugar en una ciudad de noche. El juego ha llevado a discusiones entre los seguidores del juego por los cambios ocurridos en este, pero fueron un gran éxito, que llevó a la creación de otra secuela.
Se diferencia de los títulos anteriores al no existir la policía, como en Need for Speed: Hot Pursuit 2 y el daño de los vehículos.

## Argumento
El jugador corre en Olympic City en un Acura Integra Type R modificado, luciendo kits de carrocería anchos y ganando fácilmente a sus oponentes; sólo para ser despertado por Samantha de su sueño.
Samantha es amiga del jugador en Olympic City y lo recorre a través de la escena de la cultura de importación y las carreras callejeras ilegales allí. Ella ayuda al jugador a comprar su primer coche, aunque se burla de la elección del coche por el jugador llamándolo "débil". El jugador también se encuentra con varios equipos de carreras callejeras, algunos de los cuales son conocidos de Samantha que se hacen amigos del jugador después de que les demuestra sus habilidades en las carreras. Ella le presenta a TJ, uno de sus conocidos, quien le promete numerosas mejoras y piezas, siempre que gane carreras. El jugador compite con otros corredores y los gana, eventualmente atrayendo la atención de Eddie, el líder de la pandilla de Eastsiders y Melissa, su hermosa novia. Eddie es el mejor corredor clandestino actual en Olympic City y reprende al jugador por sus habilidades de carrera, llegando a burlarse de él, e incluso lo invita a"tomar un taxi a casa para que pueda llegar a casa más rápido", pero el jugador demuestra lo contrario. Enfurecido, Eddie desafía al jugador a competir con Samantha, quien se enfurece con la aceptación del jugador. Ella pierde después de que ella destroza su Honda Civic. Si durante la carrera, y su auto es tomado por T.J para él mismo a partir de entonces y lo destroza. Profundamente entristecida por la pérdida de su coche a manos de T.J, Samantha se distancia del jugador.
El jugador finalmente sigue ganando carreras ofrecidas por los conocidos de Samantha en su ausencia y luego se enfrenta a T.J en el Civic destrozado de Samantha. T.J pierde la carrera y le devuelve el coche al jugador, quien se lo devuelve a Samantha. Reavivan su amistad y Samantha motiva al jugador a competir con Eddie y derrotarlo de una vez por todas. Eddie desafía al jugador a una carrera de velocidad y pierde; Mientras el equipo del jugador está a punto de celebrar, un misterioso Nissan 350Z gris desafía al jugador a una carrera final. El jugador corre en el 350Z y gana; mientras los demás celebran su victoria, el conductor del 350Z se revela como Melissa.
Ese evento solidifica el estatus del jugador como el mejor corredor clandestino en Olympic City.

## Modos de juego
Circuito es una carrera en donde cada participante debe completar las dos o más vueltas del mismo. En el circuito, siempre hay la participación de cuatro automóviles. Una variante del circuito es el Knockout (Eliminación), que se distingue del circuito por el hecho de que si el corredor llega último es eliminado. El circuito de eliminación continúa hasta que quede un solo coche en pista.
Sprint es una variación del circuito, donde los competidores corre desde el punto de partida hasta un punto de llegada. Estas carreras usualmente son más cortas que el circuito (con un máximo de 8 kilómetros), así que el jugador debe ser cuidadoso durante la carrera.
Aceleración (también llamado Drag en inglés) toma lugar en una recta. Para ganar en esta carreras, los jugadores deben calcular el tiempo y reflejos para cambiar las velocidades de forma manual. Cuando el Panel de instrumentos encienda una luz azul o verde, significa que es precisamente, en ese momento que se debe hacer el cambio de marchas. Se puede usar también el óxido nitroso para una mejor aceleración.
En este modo se puede perder de inmediato de dos maneras: Un choque frontal con algún oponente, el tráfico o un obstáculo y mediante un recalentamiento del motor, que sucede cuando no se realiza un cambio de marchas a tiempo.
En las carreras de derrape o "Drifting" el objetivo es intentar conseguir tantos puntos como sea posible con el coche; mediante conducir girando el vehículo a lo largo del circuito de derrape. Obtener mejores resultados aumentan aún más el resultado por las bonificaciones. Aunque a primera vista puede parecer difícil, probablemente sea el modo más fácil de todo el juego.
Ocasionalmente, se presentarán torneos de varias carreras de un modo de carrera específico. El premio será una gran cantidad de dinero y desbloqueo de prestaciones para el rendimiento del vehículo.

## Personajes
- Jugador: Es el protagonista del juego, durante su estatus de sueño, usaba un  Acura Integra Type R rojo y blanco "Vortex".
- Samantha: Es una mujer astuta, calculadora y corredora que ayuda al jugador principal a través de diferentes mejoras exclusivas. Usa un Honda Civic Si celeste y blanco.
- José: Es un joven arrogante y de buena actitud. Usa un Volkswagen Golf GTi plateado.
- TJ: Es un mecánico de tuneo de carreras callejeras. Después de ganarle la última carrera de Chad, TJ toma el Honda Civic Si de Samantha modificándolo al llamar por nombre Junkman.
- Klutch: Es un joven pandillero y de muy mala actitud. Usa un Dodge Neon verde limón.
- Dirt: Es el líder de las carreras de derrape. Usa un Nissan 240SX.
- Chad: Es miembro de la pandilla Eastsiders, líder de las carreras de Sprint. Usa un Toyota Celica, y un Honda S2000. Ambos de color amarillo.
- Kurt: Es miembro de la pandilla Eastsiders, líder de las carreras de Circuito. Usa un Acura RSX, y un Mazda RX-7. Ambos de color blanco.
- Todd: Es miembro de la pandilla Eastsiders, líder de las carreras Drag. Usa un Mitsubishi Lancer ES, y un  Mitsubishi Eclipse GSX. Ambos de color lavanda.
- Eddie: Es el líder de la pandilla Eastsiders. Usa un Nissan Skyline GT-R (R34) de color naranja dorado.
- Melissa: Es la "novia" de Eddie. Usa un Nissan 350Z de color negro con naranja y blanco.

## Lista de coches
- Acura Integra Type R DC2 (1999)
- Acura RSX Type-S DC5 (2002)
- Dodge Neon (1994)
- Ford Focus ZX3 (2000)
- Honda Civic Si EM1 Coupe (1999)
- Honda S2000 AP1 (1999)
- Hyundai Tiburon GT GK (2001)
- Mazda Miata MX-5 NB (1998)
- Mazda RX-7 FD3S (1992)
- Mitsubishi Eclipse GSX D33A (1997)
- Mitsubishi Lancer ES CT9A (2000)
- Nissan 240SX SE S13 (1989)
- Nissan 350Z Touring Z33 (2002)
- Nissan Sentra SE-R Spec-V (2004)
- Nissan Skyline GT-R R34 V-Spec I (1999)
- Peugeot 206 GTi S16 (2003)
- Subaru Impreza 2.5 RS GDE (2000)
- Toyota Celica GT T230 (1999)
- Toyota Supra S2 A80 (1998)
- Volkswagen Golf GTi MK-4 1.8T (2001)

## PlayLists
- Doomsday - Overseer.
- Born too slow - The Crystal Method.
- Out of control - Rancid.
- Two-Lane Blacktop - Rob Zombie.
- The Only - Static-X.
- Broken Promises - Element Eighty.
- Fortress Europe - Asian Dub Foundation.
- Invisible - Hotwire.
- And the hero will drown - Story of the Year.
- The wonders of you - Andy Hunter.
- Action Radius - Junkie XL.
- Quarter - Fuel.
- Snapshot - Fluke.
- To hell we ride - Lostprophets.
- Supermoves - Overseer.
- Glitterball - FC Kahuna.
- Swallow - Blindside.
- Get Low - Lil Jon & Eastside Boyz.
- Body Rock - X-Ecutioners
- Who's who - Dilated Peoples.
- 24's - T.I.

## Recepción
Los críticos elogiaron el juego un poco, por la inyección de nuevo "tuning" en la franquicia, a pesar de las quejas principales de los temas repetitivos, el ajuste realista y el uso excesivo de tráfico al azar.
Underground ha vendido casi 6 millones de copias en todo el mundo.